# Klotens revir
Klotens revir var ett skogsförvaltningsområde som bestod av kronoparken Kloten, den största kronoparken söder om Dalälven, belägen inom dels Ramsbergs och Ljusnarsbergs socknar av Örebro län, dels Malingsbo, Norrbärke och Söderbärke socknar av Kopparbergs län. Huvuddelen av kronoparken bildades 1899 genom inköp av ett flertal egendomar, varefter kronoparken utökades genom ytterligare inköp 1904 och 1907 och kom att omfatta en areal på omkring 35 600 har. År 1899 förlades till kronoparken statlig skogsskola, avsedd att, i likhet med Ombergs skogsskola i Östergötlands län, förbereda skogselever till inträde vid Skogsinstitutet.  Till Kloten hörde även en av staten anlagd fiskodlingsanstalt.